# Genneteil
Genneteil és un municipi francès situat al departament de Maine i Loira i a la regió de País del Loira. L'any 2007 tenia 346 habitants.

## Demografia

### Població
El 2007 la població de fet de Genneteil era de 346 persones. Hi havia 156 famílies de les quals 44 eren unipersonals (24 homes vivint sols i 20 dones vivint soles), 72 parelles sense fills i 40 parelles amb fills.
La població ha evolucionat segons el següent gràfic:
Habitants censats

### Habitatges
El 2007 hi havia 195 habitatges, 160 eren l'habitatge principal de la família, 23 eren segones residències i 12 estaven desocupats. 190 eren cases i 5 eren apartaments. Dels 160 habitatges principals, 120 estaven ocupats pels seus propietaris, 39 estaven llogats i ocupats pels llogaters i 1 estava cedit a títol gratuït; 1 tenia una cambra, 13 en tenien dues, 30 en tenien tres, 44 en tenien quatre i 72 en tenien cinc o més. 104 habitatges disposaven pel capbaix d'una plaça de pàrquing. A 85 habitatges hi havia un automòbil i a 56 n'hi havia dos o més.

### Piràmide de població
La piràmide de població per edats i sexe el 2009 era:
| Homes | Edats   | Dones |
| ----- | ------- | ----- |
| 0     | 95 o +  | 0     |
| 4     | 90 a 94 | 4     |
| 8     | 85 a 89 | 0     |
| 0     | 80 a 84 | 4     |
| 4     | 75 a 79 | 8     |
| 16    | 70 a 74 | 20    |
| 16    | 65 a 69 | 12    |
| 4     | 60 a 64 | 4     |
| 12    | 55 a 59 | 16    |
| 8     | 50 a 54 | 4     |
| 16    | 45 a 49 | 8     |
| 4     | 40 a 44 | 12    |
| 12    | 35 a 39 | 8     |
| 4     | 30 a 34 | 12    |
| 8     | 25 a 29 | 0     |
| 4     | 20 a 24 | 4     |
| 16    | 15 a 19 | 12    |
| 4     | 10 a 14 | 12    |
| 0     | 5 a 9   | 4     |
| 0     | 0 a 4   | 8     |

## Economia
El 2007 la població en edat de treballar era de 201 persones, 143 eren actives i 58 eren inactives. De les 143 persones actives 125 estaven ocupades (71 homes i 54 dones) i 18 estaven aturades (7 homes i 11 dones). De les 58 persones inactives 26 estaven jubilades, 8 estaven estudiant i 24 estaven classificades com a «altres inactius».

### Ingressos
El 2009 a Genneteil hi havia 151 unitats fiscals que integraven 319 persones, la mediana anual d'ingressos fiscals per persona era de 14.669 €.

### Activitats econòmiques
Dels 13 establiments que hi havia el 2007, 1 era d'una empresa alimentària, 1 d'una empresa de construcció, 2 d'empreses de comerç i reparació d'automòbils, 1 d'una empresa de transport, 1 d'una empresa d'hostatgeria i restauració, 1 d'una empresa immobiliària, 4 d'empreses de serveis i 2 d'empreses classificades com a «altres activitats de serveis».
L'únic servei als particulars que hi havia el 2009 era un guixaire pintor.
L'únic establiment comercial que hi havia el 2009 era una fleca.
L'any 2000 a Genneteil hi havia 22 explotacions agrícoles.

## Equipaments sanitaris i escolars
El 2009 hi havia una escola elemental integrada dins d'un grup escolar amb les comunes properes formant una escola dispersa.

## Poblacions més properes
El següent diagrama mostra les poblacions més properes.